# كونستانتين كرواتورو
كونستانتين كرواتورو (بالرومانية: Constantin Croitoru)‏ هو ضابط روماني، ولد في 5 مايو 1952 في Filipeștii de Pădure ‏ في رومانيا.